# Bashar Warda
Bashar Matti Warda (in arabo بشار متي وردة‎?; Baghdad, 15 giugno 1969) è un arcivescovo cattolico iracheno.

## Biografia
Nato nel 1969 a Baghdad, è entrato nel seminario caldeo di San Pietro nella sua città ed è stato ordinato sacerdote nel 1993. Nel 1997 ha emesso i voti solenni ed è entrato nella Congregazione del Santissimo Redentore, nelle Fiandre. Laureatosi presso l'Università Cattolica di Lovanio, è tornato in Iraq nel 1999.
È stato amministratore apostolico dell'eparchia di Zākhō dal luglio 2007 fino al giugno 2013.
Nel 2009 il sinodo dei vescovi della Chiesa cattolica caldea lo ha eletto arcivescovo  dell'arcieparchia di Arbil. Dopo il consenso di papa Benedetto XVI, è stato consacrato il 3 luglio 2010 dal cardinale Emmanuel III Delly.
È stato "grande patrocinatore" dell'Università Cattolica di Arbil, inaugurata l'8 dicembre 2015 ad Ankawa;.

## Genealogia episcopale
La genealogia episcopale è:
- Arcivescovo Yukhannan VIII Hormizd
- Vescovo Isaie Jesu-Yab-Jean Guriel
- Arcivescovo Augustin Hindi
- Patriarca Yosep VI Audo
- Patriarca Eliya XIV Abulyonan
- Patriarca Yosep Emmanuel II Thoma
- Arcivescovo Hormisdas Etienne Djibri
- Patriarca Paul II Cheikho
- Cardinale Emmanuel III Delly
- Arcivescovo Bashar Warda, C.SS.R.

## Galleria d'immagini

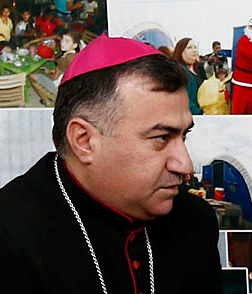
Mons. Warda nel 2015.
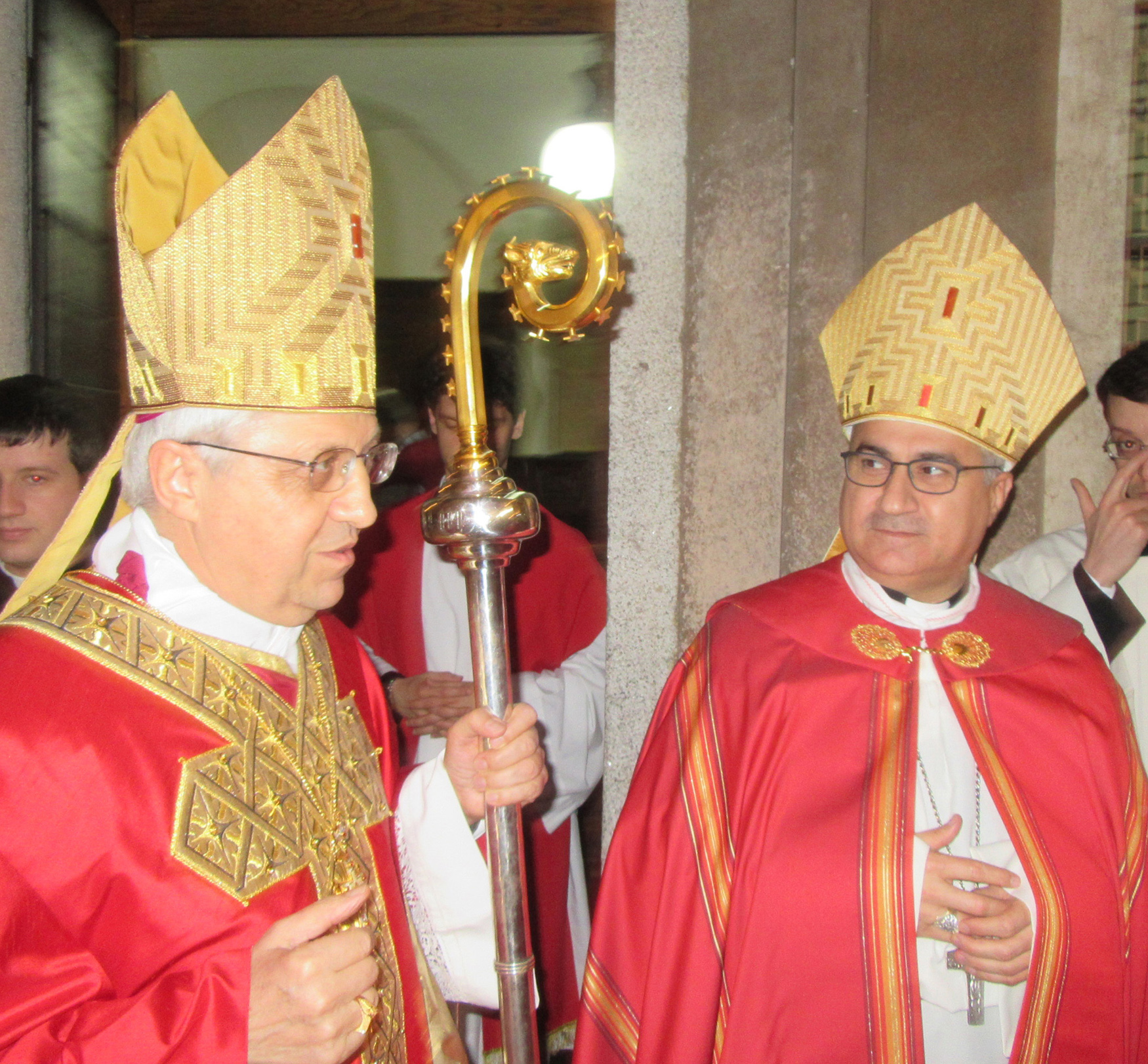
Mons Warda, a destra, e mons. Maurizio Malvestiti alla veglia di Pentecoste nella cattedrale di Lodi, 14 maggio 2016.
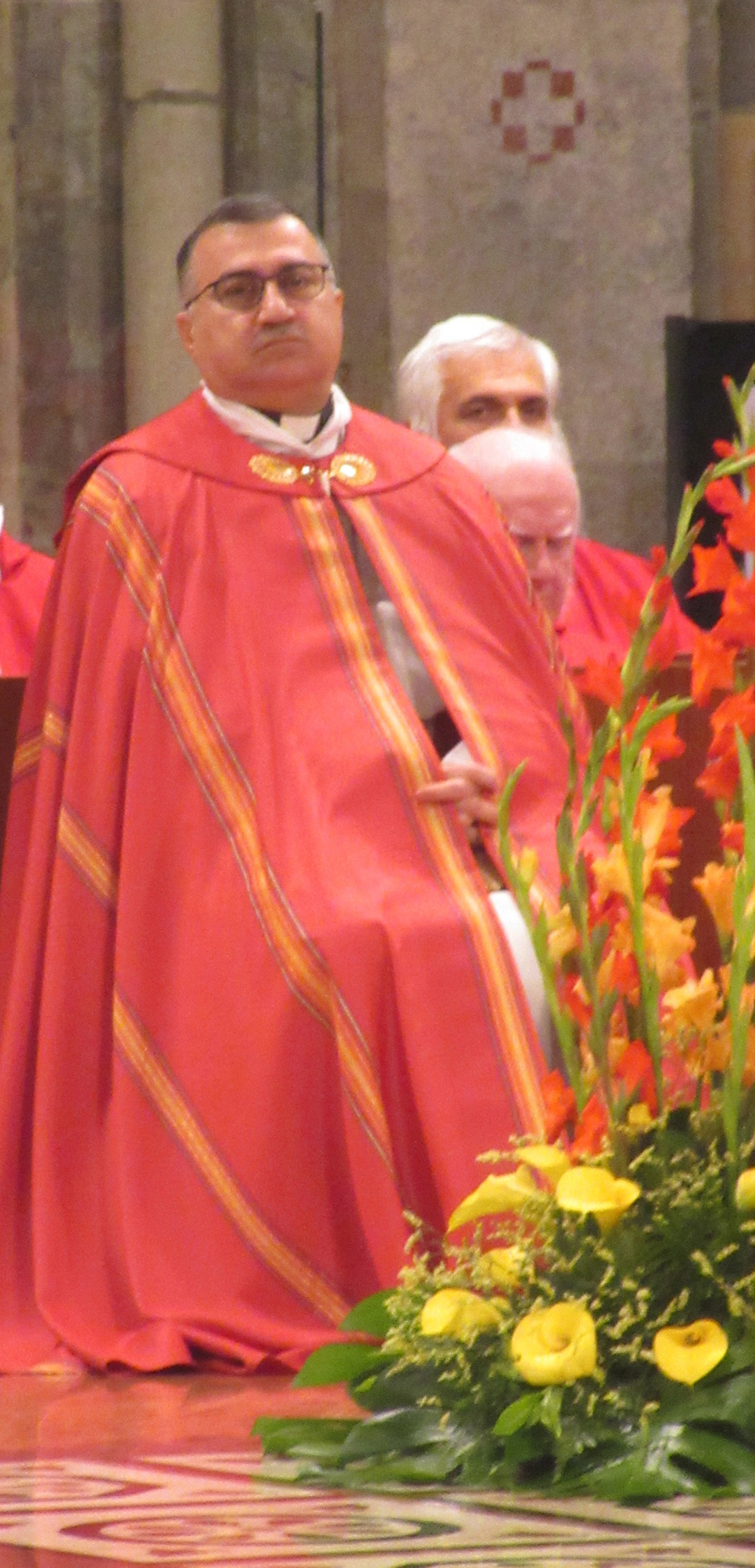
Mons Warda alla veglia di Pentecoste nella cattedrale di Lodi, 14 maggio 2016.